# Henry Christensen
Henry Christensen (født 5. januar 1922 i København, død 30. december 1972 i Glostrup) var en dansk politiker (Venstre) og minister.
Christensen var folketingsmedlem fra 1953 til sin død i 1971. Han blev landbrugsminister i Regeringen Hilmar Baunsgaard da Peter Larsen døde i 1970. Han var oprindelig uddannet som jurist og blev landsretssagfører i 1953.